# Daniel Rákos
Daniel Rákos (* 25. května 1987 Pardubice) je český lední hokejista, útočník.
Z pardubické juniorky odešel do zámoří do klubu WHL Swift Current Broncos, zpátky do Pardubic se vrátil v květnu 2007 a nastoupil za pardubický A-tým. Za Pardubice hrál 5 let a získal s nimi dva mistrovské tituly v sezonách 2009/2010 a 2011/2012. V květnu 2012 odešel do klubu HC Oceláři Třinec.

## Hráčská kariéra
Statistiky Daniela Rákose
- 2002–03 HC Moeller Pardubice – dor. (E)
- 2003–04 HC Moeller Pardubice – dor. (E)
- 2004–05 HC Moeller Pardubice – jun. (E)
- 2005–06 Swift Current Broncos (WHL)
- 2006–07 Swift Current Broncos (WHL)
- 2007–08 HC Moeller Pardubice ELH, HC VCES Hradec Králové (1. liga), Salith Šumperk (1. liga)
- 2008–09 HC Moeller Pardubice ELH, HC Vrchlabí (1. liga), SK Horácká Slavia Třebíč (1. liga), HC VCES Hradec Králové (1. liga)
- 2009/2010 HC Eaton Pardubice ELH, HC Chrudim (1. liga)
- 2010/2011 HC Eaton Pardubice ELH, HC Chrudim (1. liga)
- 2011/2012 HC ČSOB Pojišťovna Pardubice ELH
- 2012/2013 HC Oceláři Třinec ELH
- 2013/2014 HC Oceláři Třinec ELH
- 2014/2015 HC Oceláři Třinec ELH
- 2015/2016 HC Oceláři Třinec ELH
- 2016/2017 HC Oceláři Třinec ELH
- 2017/2018 HC Oceláři Třinec ELH
- 2018/2019 Mountfield HK ELH
- 2019/2020 Mountfield HK ELH
- 2020/2021 HC Kometa Brno ELH
- 2021/2022 HC Kometa Brno ELH
- 2022/2023 HC Dynamo Pardubice ELH

První start v extralize
- 2007/2008, 6. kolo, 27. září 2007: HC Chemopetrol Litvínov – HC Moeller Pardubice 1:2 po sam. náj.

První vstřelená branka v extralize
- 2007/2008, 25. kolo, 25. listopadu 2007: HC Moeller Pardubice – HC Slovan Ústečtí Lvi 4:5 v prodl.